# Großsteingrab Dickfeitzen
Das Großsteingrab Dickfeitzen ist eine megalithische Grabanlage der jungsteinzeitlichen Trichterbecherkultur bei Dickfeitzen, einem Ortsteil der Gemeinde Waddeweitz im Landkreis Lüchow-Dannenberg, Niedersachsen. Es trägt die Sprockhoff-Nummer 732.

## Lage
Das Grab befindet sich nordwestlich von Dickfeitzen in einem Waldstück. In der näheren Umgebung gibt es mehrere weitere Großsteingräber: 840 m nördlich liegt Grab 3 der Großsteingräber bei Gohlau, 1,3 km südlich Grab 1 der Großsteingräber bei Braudel.

## Beschreibung
Die Anlage besitzt eine Hügelschüttung von 15 m Länge, 12 m Breite und 1 m Höhe. Die Grabkammer ist stark zerstört. Mehrere Steine sind noch vorhanden, sie stehen aber nicht mehr an ihren ursprünglichen Positionen. Eine Rekonstruktion des ursprünglichen Aussehens der Grabkammer ist daher nicht möglich.

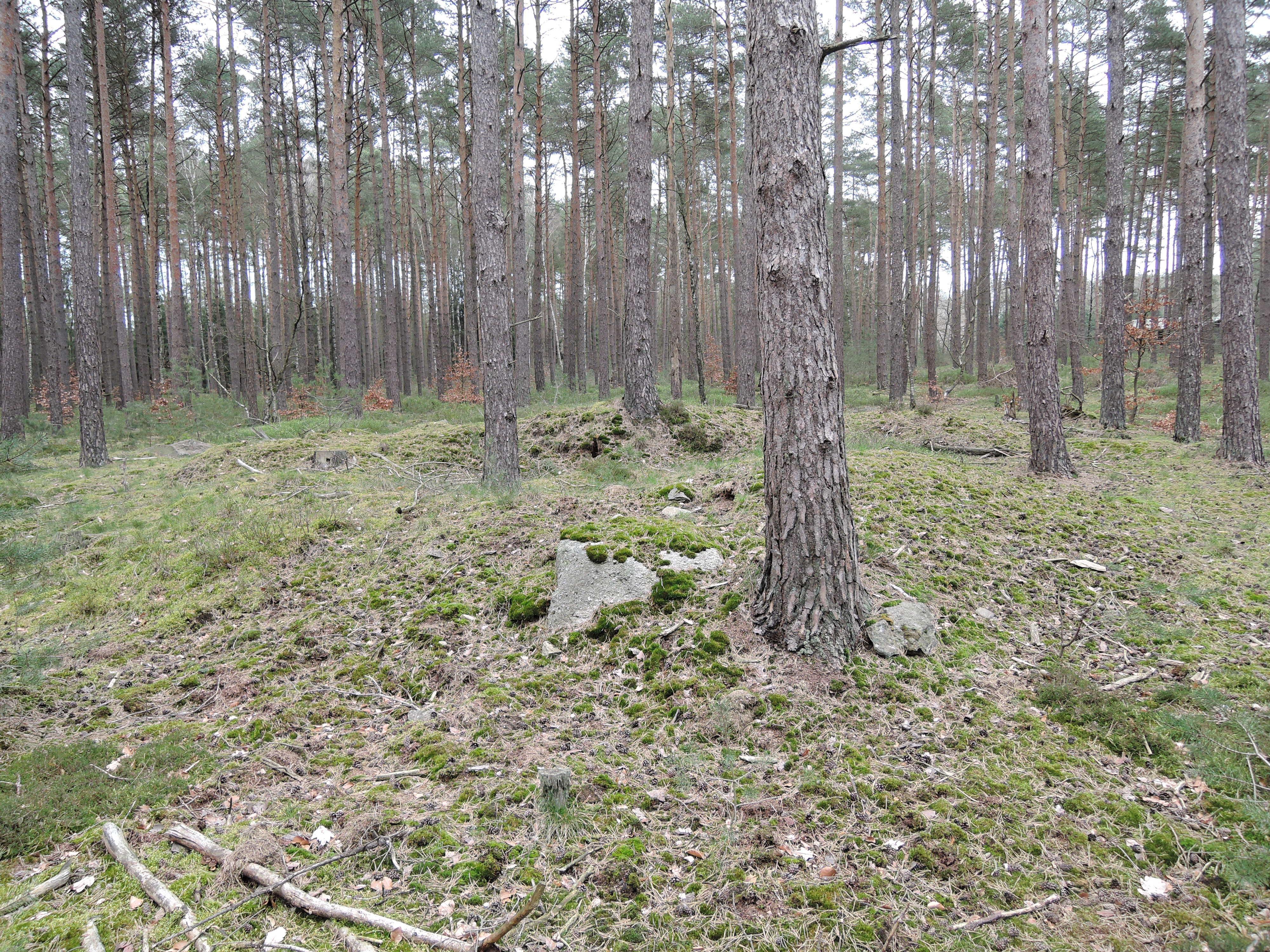
Aus West
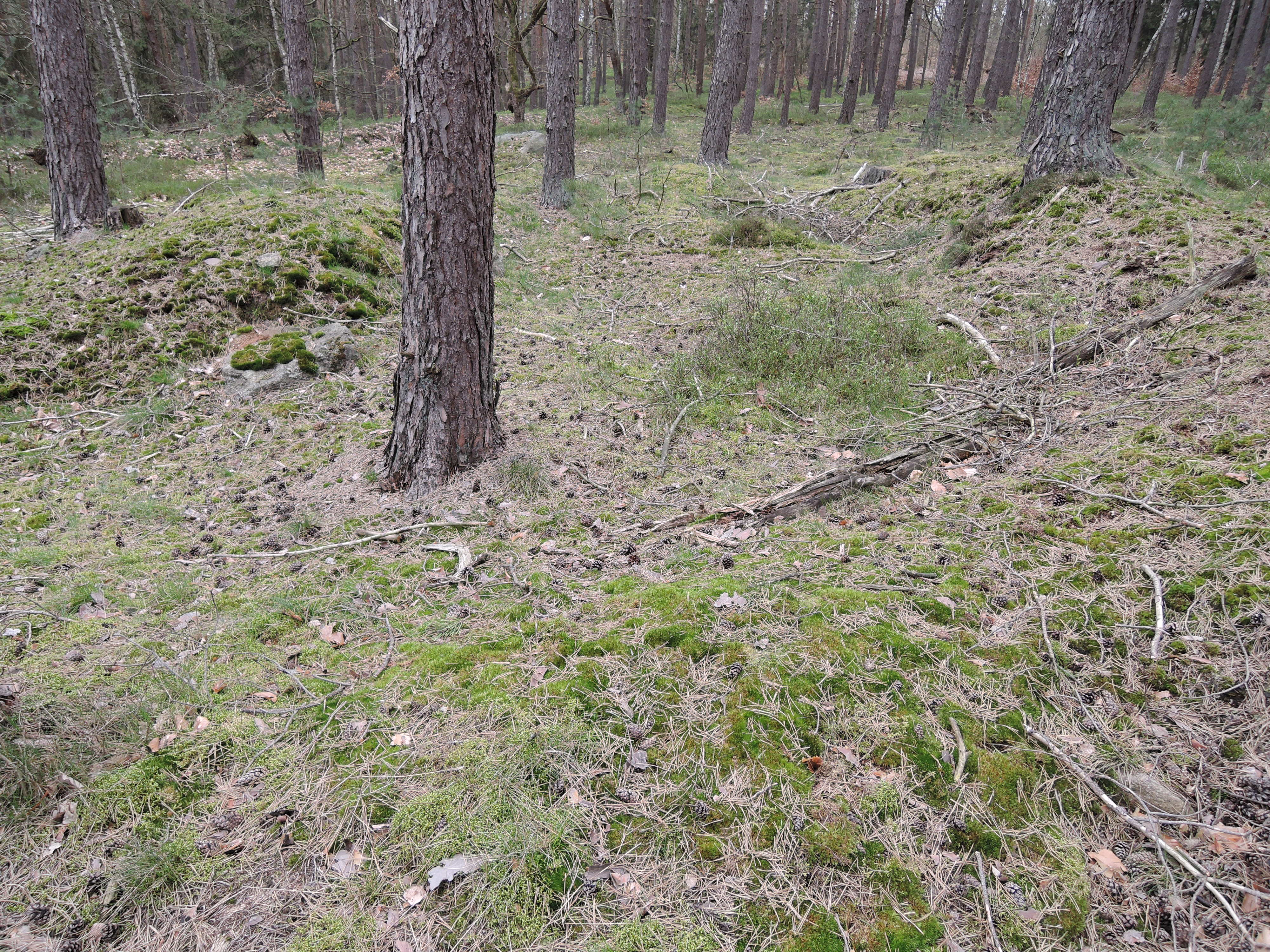
Aus Ost
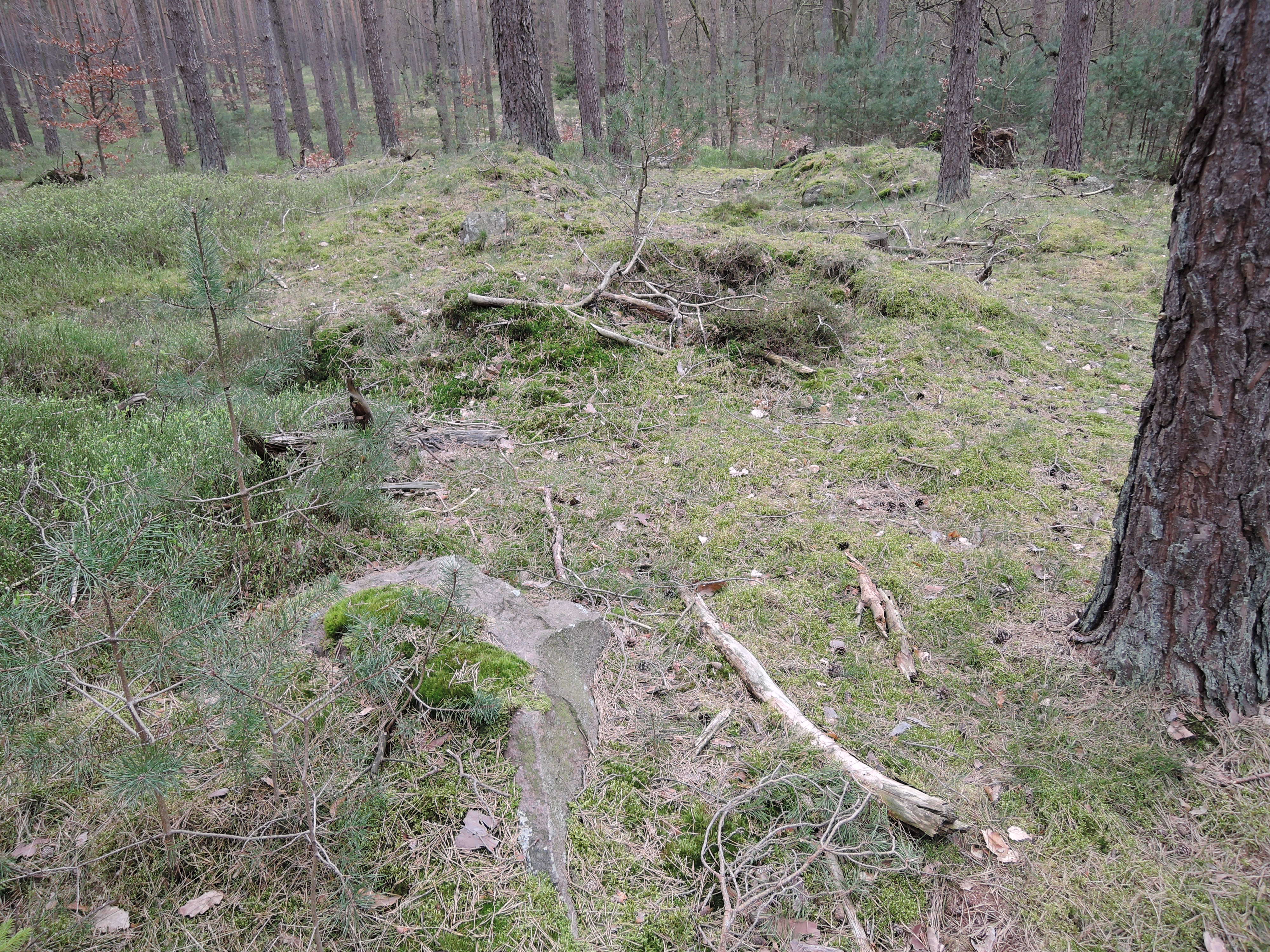
Aus Nordost
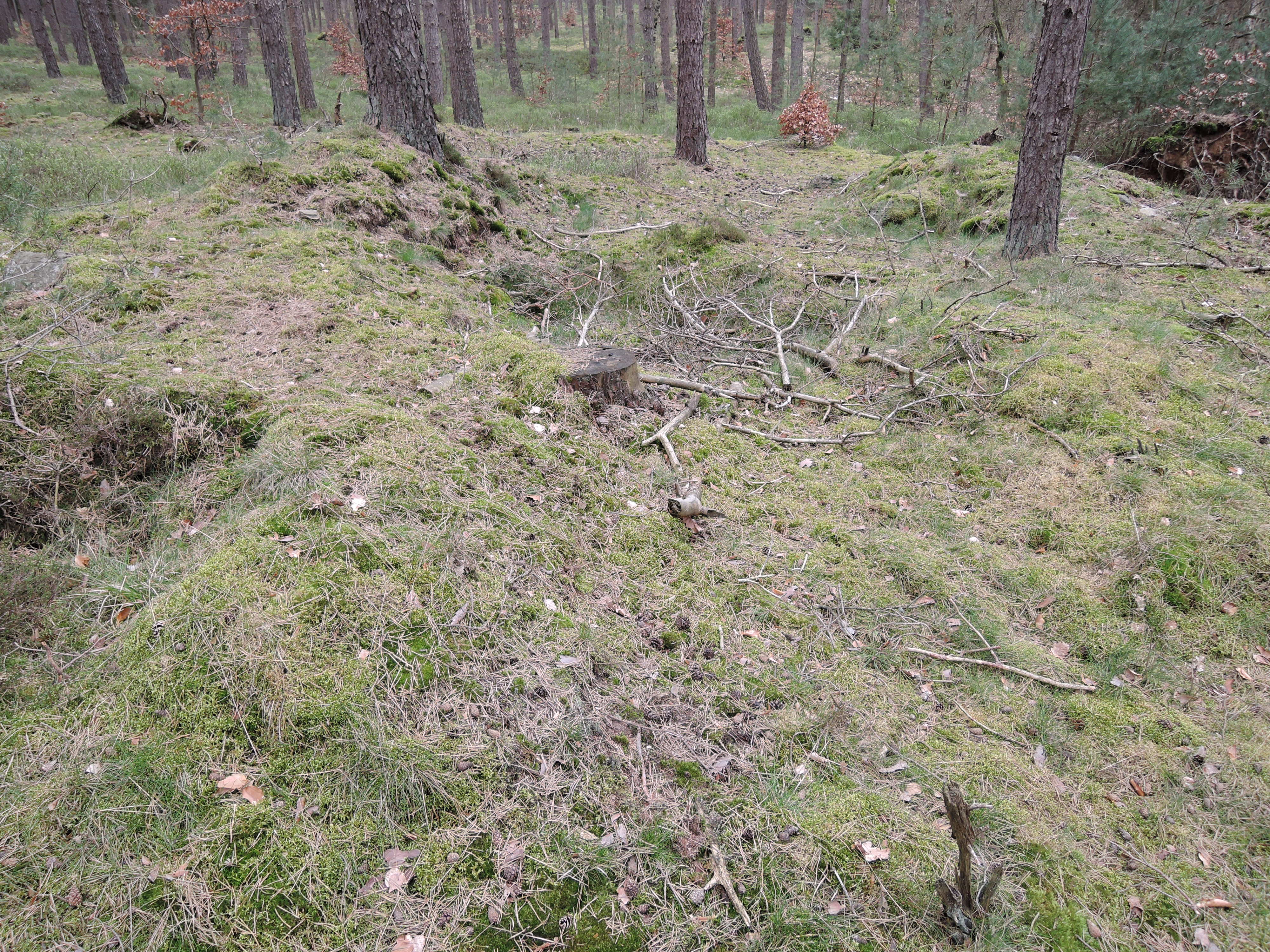
Aus Nordost